# Білоруський рубль
Білоруський ру́бль або рубе́ль (біл. беларускі рубель, рос. белорусский рубль, код: BYN, до 1 липня 2016 р. — BYR) — офіційна валюта Республіки Білорусь.
Скорочується як br. Поділяється на 100 копійок (біл. капейка). В обігу перебувають банкноти вартістю 5, 10, 20, 50, 100, 200, 500 рублів та монети 1, 2, 5, 10, 20, 50 копійок, 1, 2 рублі.
1 липня 2016 року в Білорусі було проведено деномінацію національної валюти. Старі банкноти було замінено новими у співвідношенні 10 тис. до 1 (тобто найбільша за номіналом колишня банкнота у 200 тис. рублів обмінювалася на нову номіналом 20 рублів, а 1 нова копійка дорівнювала старим 100 рублям). Старі банкноти перебували в обігу до 31 грудня 2016.

## Назва
Назва «білоруський рубль» була ухвалена після відмови Білорусі від радянського карбованця (рубля). До 1995 року існував проєкт іншої назви національної грошової одиниці — талер. В народі старий білоруський рубель (1990-х рр.) часто називали «зайчиком», оскільки ця тварина була намальована на банкноті вартістю 1 рубель (зразка 1992 року).

## Історія

### Ситуація після розпаду СРСР

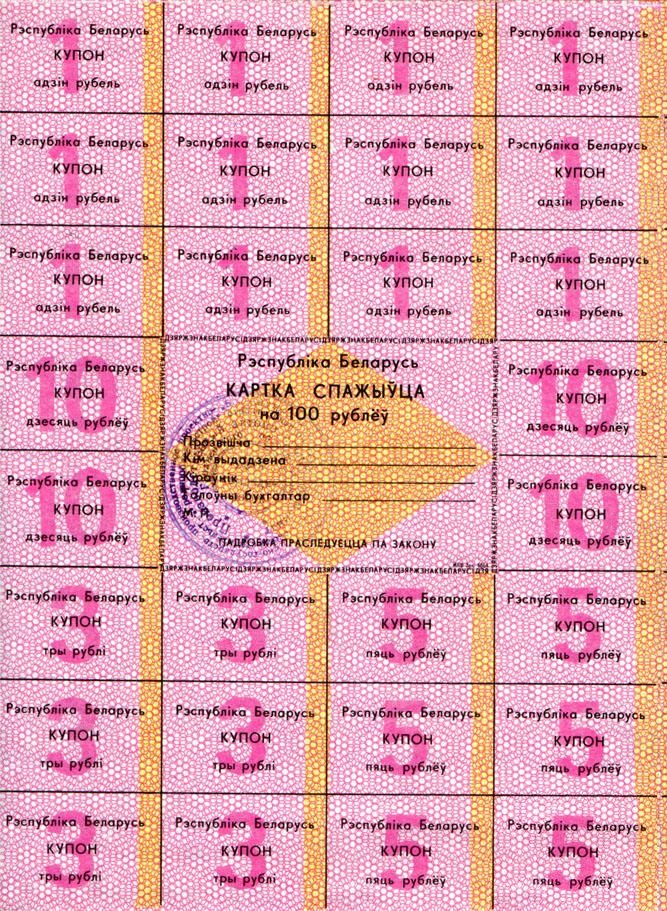
Білоруські купони (1992)

На початку 1992 року, під час розпаду загальнорадянської грошової системи, в Білорусі було введено купонну систему, потім — розрахункові банкноти Національного Банку. Офіційний обмінний курс становив один білоруський рубель за десять радянських рублів.
З 1 липня 1992 року почали проводитися операції в безготівкових білоруських рублях. В кінці липня 1993 року почалося виведення з обігу російських і радянських рублів. Білоруський рубель став єдиним законним засобом платежів на території республіки. І не зважаючи на те, що у вересні Казахстан, Вірменія, Росія, Узбекистан та Таджикистан підписали нову угоду про створення рублевої зони нового типу, в Білорусі тривала інтенсивна підготовка до введення національної грошової одиниці — білоруського талера.
Після розпаду Радянського Союзу економіка Білорусі знаходилася в кризі. Після перемоги на виборах в липні 1994 року Олександра Лукашенка, курс монетарної політики держави був направлений на поетапне звуження вільного ціноутворення на внутрішньому валютному ринку. Було введено обмеження для юридичних і фізичних осіб на придбання іноземної валюти. Поступово сформувався великий «чорний» валютний ринок.
1998 року Національний Банк був фактично підпорядкований Раді Міністрів.
На початок 1999 року офіційний курс був нижчий тіньового у 2—2,5 рази. Цим фактом маніпулювали в офіційних звітах тих років, які повідомляли про «гігантське зростання» білоруської економіки.
Економічна політика держави в 1990-х вимагала великих грошових вливань. Позбавлений самостійності Нацбанк почав використовуватися урядом як друкарський верстат, випускаючи мільярди незабезпечених рублів. За період з 1996 по 2000 роки обсяг несплаченої заборгованості держави перед комерційними банками зріс у понад 140 разів. Нацбанк давав позики банкам, щоб підтримувати їх ліквідність. Критичний стан банківської системи був викликаний тиском держави, яка вимагала від банків кредитувати збитковий агропромисловий комплекс. В результаті 10 з 27 білоруських комерційних банків знаходилися на початку 2000 року в процесі ліквідації.
Офіційний курс рубля знизився з 1995 по 2000 роки в 30,2 разів. У вересні 1999 року почався випуск купюр номіналом в 5 000 000 рублів. Через безконтрольну емісію рублів Нацбанком білоруська валюта практично перестала використовуватися в зовнішньоекономічних розрахунках.

### Валютна інтеграція з Росією
З початку свого правління президент Лукашенко почав активно діяти у напрямі інтеграції з Російською Федерацією. Із самого початку йшла мова і про введення єдиної білорусько-російської валюти. Стаття 13 підписаного в 1999 році «Договору про створення Союзної Держави» передбачала введення єдиної грошової одиниці. 30 листопада 2000 в Мінську було підписано Міждержавну угоду між Республікою Білорусь та РФ про введення єдиної грошової одиниці і формування єдиного емісійного центру Союзної держави. Вона передбачала, що роль єдиної грошової одиниці з 1 січня 2005 року повинен був виконувати російський рубль, а з 1 січня 2008 року мала бути введена єдина грошова одиниця Союзної держави. Довкола розміщення і контролю за цим центром розгорілася довга дискусія — чи повинна це бути Москва, Мінськ або якесь третє місто.

### 2000-ні
1 січня 2000 в Білорусі була проведена деномінація рубля, покликана у тому числі стабілізувати національну валюту. Пріоритетом політики Нацбанку стала підтримка курсу рубля — такі були вимоги російської сторони. Був дозволений продаж доларів в обмінних курсах, відкритий доступ банків-нерезидентів на внутрішній валютний ринок і зняті обмеження по використанню білоруського рубля в зовнішньоекономічних операціях. Політика Національного Банку і сприятливі зовнішні чинники привели до стабілізації курсу білоруського рубля. На тлі позитивних змін в економіці й податковій сфері (зниження ПДВ з 20 до 18 %, податку з обороту з 4,5 до 4,15 % і т. д.), з початку 2004 року курс білоруського рубля відносно долара США і російського рубля залишається фактично незмінним. Він все більше користується довірою населення, про що говорить постійне зростання банківських депозитів в національній валюті. Темпи інфляції постійно знижуються, так в 2002 році вона склала 34,8 %, у 2003 — 25,4 %, у 2004 — 14,4 %, у 2005 — 8,0 %, у 2006 — 6,6 %. Офіційний курс валюти повністю порівнявся з тіньовим, як наслідок тіньовий валютний ринок практично зник.

#### Ставка рефінансування
По мірі зниження інфляції в 1990-х і першій половині 2000-х Нацбанк Білорусі поступово знижував і ставку рефінансування, щоб стимулювати зростання економіки. Наприклад, на початок 2004 року вона становила 28 %, на початок 2005 — 17 %, на початок 2006 — 11 %, на початок 2007 — 10 %.

### Криза 2011р.
Навесні 2011 року різко зросла різниця між офіційним та тіньовим курсами іноземної валюти. Відтак 23 травня 2011 р. Нацбанк Білорусі девальвував рубель на 56 %, що спричинило різке подорожчання товарів у країні та стало однією з причин масових протестів. Відпустивши рубель, Центральний банк обмежив можливість поширювати валютний коридор більше ніж на 2 % від офіційного курсу. Відтак операції на міжбанківському ринку майже припинилися. Водночас Нацбанк заявив, що не продаватиме валюту для обмінних пунктів. Це спричинило відсутність іноземної валюти у вільному доступі.

## Банкноти

### Білоруські банкноти 1992 року
| Серія 1992 | Серія 1992 | Серія 1992 | Серія 1992 | Серія 1992          | Серія 1992                   | Серія 1992             | Серія 1992 | Серія 1992      | Серія 1992    |
| Зображення | Зображення | Номінал    | Розмір     | Колір               | Аверс                        | Реверс                 | Дата друку | Введення в обіг | Вивід з обігу |
| ---------- | ---------- | ---------- | ---------- | ------------------- | ---------------------------- | ---------------------- | ---------- | --------------- | ------------- |
|            |            | 50 капєєк  | 105×53 мм  | Помаранчево-рожевий | Зображення вивірки           | Малюнок герба «Пагоня» | 1992       | 25 травня 1992  | 1 січня 2001  |
|            |            | 1 рубель   | 105×53 мм  | Сіро-блакитний      | Зображення зайця, що біжить  | Малюнок герба «Пагоня» | 1992       | 25 травня 1992  | 1 січня 2001  |
|            |            | 3 рублі    | 105×53 мм  | Зелений             | Зображення бобрів            | Малюнок герба «Пагоня» | 1992       | 25 травня 1992  | 1 січня 2001  |
|            |            | 5 рублів   | 105×53 мм  | Синій і рожевий     | Зображення вовків            | Малюнок герба «Пагоня» | 1992       | 25 травня 1992  | 1 січня 2001  |
|            |            | 10 рублів  | 105×53 мм  | Темно-зелений       | Зображення рисі з рисеням    | Малюнок герба «Пагоня» | 1992       | 25 травня 1992  | 1 січня 2001  |
|            |            | 25 рублів  | 105×53 мм  | Помаранчевий        | Зображення лося              | Малюнок герба «Пагоня» | 1992       | 25 травня 1992  | 1 січня 2001  |
|            |            | 50 рублів  | 105×53 мм  | Фіолетовий          | Зображення ведмедя-барибала  | Малюнок герба «Пагоня» | 1992       | 25 травня 1992  | 1 січня 2001  |
|            |            | 100 рублів | 105×53 мм  | Зелено-коричневий   | Зображення зубра             | Малюнок герба «Пагоня» | 1992       | 25 травня 1992  | 1 січня 2001  |
|            |            | 200 рублів | 105×53 мм  | Жовто-зелений       | Привокзальна площа в Мінську | Малюнок герба «Пагоня» | 1992       | 8 грудня 1992   | 1 січня 2001  |
|            |            | 500 рублів | 105×53 мм  | Фіолетово-червоний  | Площа перемоги в Мінську     | Малюнок герба «Пагоня» | 1992       | 8 грудня 1992   | 1 січня 2001  |

### Білоруські банкноти 2000 року
| Серія 2000 | Серія 2000 | Серія 2000     | Серія 2000  | Серія 2000           | Серія 2000                                                                 | Серія 2000                                     | Серія 2000 | Серія 2000       | Серія 2000     |
| Зображення | Зображення | Номінал        | Розмір      | Колір                | Аверс                                                                      | Реверс                                         | Дата друку | Введення в обіг  | Вивід із обігу |
| ---------- | ---------- | -------------- | ----------- | -------------------- | -------------------------------------------------------------------------- | ---------------------------------------------- | ---------- | ---------------- | -------------- |
|            |            | 1 рубель       | 110 x 60 мм | Зелений              | Національна академія наук Білорусі                                         | Велике зображення числа 1                      | 2000       | 1 січня 2000     | 1 січня 2004   |
|            |            | 5 рублів       | 110 x 60 мм | Світло-червоний      | Троїцьке передмістя                                                        | Велике зображення числа 5                      | 2000       | 1 січня 2000     | 1 липня 2005   |
|            |            | 10 рублів      | 110 x 60 мм | Світло-фіолетовий    | Стара будівля Національної бібліотеки Білорусі                             | Велике зображення числа 10                     | 2000       | 1 січня 2000     | 1 березня 2013 |
|            |            | 20 рублів      | 150 x 69 мм | Оливково-жовтий      | Національний банк Білорусі                                                 | Національний банк Білорусі                     | 2000       | 1 січня 2000     | 1 березня 2013 |
|            |            | 50 рублів      | 150 x 69 мм | Помаранчово-червоний | Холмська брама в Берестейській фортеці                                     | Меморіал Берестейська фортеця                  | 2000       | 1 січня 2000     | 1 липня 2015   |
|            |            | 100 рублів     | 150 x 69 мм | Зелений              | Національний академічний Великий театр опери та балету Республіки Білорусь | Сцена із балету «Обраниця»                     | 2000       | 1 січня 2000     | 1 січня 2017   |
|            |            | 500 рублів     | 150 x 74 мм | Коричневий           | Республіканський палац культури профспілок у Мінську                       | Скульптури на фронтоні будівлі                 | 2000       | 1 січня 2000     | 1 січня 2017   |
|            |            | 1000 рублів    | 150 x 74 мм | Блакитний            | Національний художній музей Республіки Білорусь                            | Картина «Квіти та фрукти»                      | 2000       | 1 січня 2000     | 1 січня 2017   |
|            |            | 5000 рублів    | 150 x 74 мм | Фіолетовий           | Палац спорту в Мінську                                                     | Спорткомплекс «Раубічі»                        | 2000       | 1 січня 2000     | 1 січня 2017   |
|            |            | 10 000 рублів  | 150 x 74 мм | Рожевий              | Панорама Вітебську                                                         | Літній амфітеатр в Вітебську                   | 2000       | 16 квітня, 2001  | 1 січня 2017   |
|            |            | 20 000 рублів  | 150 x 74 мм | Сірий                | Палац Румянцевих і Паскевичів в Гомелі.                                    | Гомель.                                        | 2000       | 2002             | 1 січня 2017   |
|            |            | 50 000 рублів  | 150 x 74 мм | Блакитний            | Мірський замок, Гродненська область.                                       | Декорації Мірського замку.                     | 2000       | 20 грудня 2002   | 1 січня 2017   |
|            |            | 100 000 рублів | 150 x 74 мм | Помаранчевий         | Замок Радзивілів у Несвіжі.                                                | Несвізький замок на малюнку Наполеона Орди.    | 2000       | 15 липня, 2005   | 1 січня 2017   |
|            |            | 200 000 рублів | 150 x 74 мм | Зелено-сірий         | Могильовський обласний художній музей ім. Масленикова                      | Коллаж із декоративних елементів будівлі музею | 2000       | 12 березня, 2012 | 1 січня 2017   |

### Білоруські банкноти 2009 року
За наказом Президента Республіки Білорусь від 4 листопада 2015 № 450 було вирішено провести 1 липня 2016 деномінацію білоруського рубля в 10 000 разів. Старі банкноти зразка 2000 року були замінені на нові банкноти зразка 2009 року у відношенні 10000:1. Найменший номінал банкнот старого зразка 100 рублів обмінювався на 1 копійку. В обіг були введені банкноти номіналами 5, 10, 20, 50, 100, 200 і 500 рублів та монети номіналами 1, 2, 5, 10, 20, 50 копійок та 1 і 2 рублі.
У період з 1 липня 2016 до 31 грудня 2016 відбувався паралельний обіг старих і нових грошових знаків. 1 січня 2017 року банкноти старого зразка перестали бути законним платіжним засобом, але їх можна буде поміняти на нові до 31 грудня 2019 в будь-якому банку, а з 1 січня 2020 до 31 грудня 2021 тільки в Національному банку Республіки Білорусь. Ціни на товари та послуги 1 липня 2016 були перераховані з врахуванням деномінації. Причому, для того, щоб людям було легше адаптуватися до цих змін, протягом періоду паралельного обігу старих та нових грошових знаків всі суб'єкти господарської діяльності були зобов'язані вказувати і старі, і нові ціни. Були автоматично перераховані з врахуванням деномінації зарплати, пенсії, стипендії, залишки на банківських рахунках, баланси підприємств, тощо.
Нові грошові знаки були виготовлені ще у 2009 році, але через світову економічну кризу деномінацію довелось відкласти, а банкноти передати на зберігання в Центральне сховище Національного банку. Також у зв'язку зі зміненням орфографії білоруської мови напис на банкноті 50 рублів «пяцьдзесят» більше не є правильним, а правильним є «пяцьдзясят». На банкнотах, які будуть виготовлені в майбутньому, це буде виправлено.
Кожна банкнота присвячена одній з областей Білорусі або місту Мінськ. На аверсі зображені пам'ятки архітектури з певної області чи міста Мінськ. Області розподілені між банкнотами в алфавітному порядку. На реверсі зображені колажі з певної сфери культури.
| Аверс | Реверс | Номінал    | Розмір (мм) | Колір                | Область              | Аверс                                                                                 | Реверс |
| ----- | ------ | ---------- | ----------- | -------------------- | -------------------- | ------------------------------------------------------------------------------------- | --- |
|       |        | 5 рублів   | 135×72      | помаранчево-червоний | Берестейська область | Кам'янецька вежа, Кам'янець, Берестейська область                                     | колаж на тему перших слов'янських поселень: фрагмент шкіряного пояса, дерев'яне колесо, зображення дитинця «Берестя».                          |
|       |        | 10 рублів  | 139×72      | блакитний            | Вітебська область    | Спасо-Преображенська церква, Полоцьк, Вітебська область                               | колаж на тему просвітництва і книгодрукування: книги, знак Франциска Скорини, хрест Єфросинії Полоцької.                                       |
|       |        | 20 рублів  | 143×72      | жовтий               | Гомельська область   | Палац Румянцевих і Паскевичів, Гомель, Гомельська область                             | колаж на тему духовності: дзвін, Туровське Євангеліє, дравнє місто Турів, фрагменти різьблення.                                                |
|       |        | 50 рублів  | 147×72      | салатовий            | Гродненська область  | Мірський замок, Мір, Гродненська область                                              | колаж на тему мистецтва: ліра і лаврові гілки, перо, папір, нотний стан.                                                                       |
|       |        | 100 рублів | 151×72      | бірюзовий            | Мінська область      | Несвізький замок, Несвіж, Мінська область                                             | колаж на тему театру і народних свят: скрипка, бубен, жалійка, слуцькі пояси і символи народних свят «Калядная зорка», коза, театр «Батлейка». |
|       |        | 200 рублів | 155×72      | фіолетовий           | Могильовська область | Могильовський обласний художній музей ім. Масленикова, Могильов, Могильовська область | колаж на тему ремесла і містобудування: золотий ключ і печатка Могильова, пічний кахель, фрагмент кованої решітки.                             |
|       |        | 500 рублів | 159×72      | рожевий              | місто Мінськ         | Національна бібліотека Республіки Білорусь, Мінськ                                    | колаж на тему літератури: перо, чорнильниця, обкладинки книг, лист папороті.                                                                   |

## Монети
Вперше за часів незалежності в Білорусі з'явилися монети. На аверсі зображений державний герб Республіки Білорусь, а на реверсі позначення номіналу.
| Аверс | Реверс | Номінал    | Діаметр (мм) | Товщина (мм) | Маса (г) | Матеріал                                                                    | Гурт              | Аверс                                                                                               | Реверс                                                                             |
| ----- | ------ | ---------- | ------------ | ------------ | -------- | --------------------------------------------------------------------------- | ----------------- | --------------------------------------------------------------------------------------------------- | ---------------------------------------------------------------------------------- |
|       |        | 1 копійка  | 15           | 1,25         | 1,55     | сталь із мідним покриттям                                                   | гладкий           | герб Республіки Білорусь, напис «Беларусь» та рік виготовлення                                      | номінал і національний орнамент, що символізує багатство і достаток                |
|       |        | 2 копійки  | 17,5         | 1,25         | 2,01     | сталь із мідним покриттям                                                   | гладкий           | герб Республіки Білорусь, напис «Беларусь» та рік виготовлення                                      | номінал і національний орнамент, що символізує багатство і достаток                |
|       |        | 5 копійок  | 19,8         | 1,25         | 2,7      | сталь із мідним покриттям                                                   | гладкий           | герб Республіки Білорусь, напис «Беларусь» та рік виготовлення                                      | номінал і національний орнамент, що символізує багатство і достаток                |
|       |        | 10 копійок | 17,7         | 1,8          | 2,8      | сталь із латунним покриттям                                                 | ребристий         | герб Республіки Білорусь, напис «Беларусь» та рік виготовлення                                      | Номінал і національний орнамент, що символізує родючість і життєву силу            |
|       |        | 20 копійок | 20,35        | 1,85         | 3,7      | сталь із латунним покриттям                                                 | ребристий         | герб Республіки Білорусь, напис «Беларусь» та рік виготовлення                                      | Номінал і національний орнамент, що символізує родючість і життєву силу            |
|       |        | 50 копійок | 22,25        | 1,55         | 3,95     | сталь із латунним покриттям                                                 | ребристий         | герб Республіки Білорусь, напис «Беларусь» та рік виготовлення                                      | Номінал і національний орнамент, що символізує родючість і життєву силу            |
|       |        | 1 рубель   | 21,25        | 2,30         | 5,6      | сталь із нікелевим покриттям                                                | ребристий         | герб Республіки Білорусь, напис «Беларусь» та рік виготовлення                                      | номінал і національний орнамент, що символізує прагнення людини до щастя і свободи |
|       |        | 2 рублі    | 23,5         | 2            | 5,81     | нікелево-латунне кільце і центральна частина зі сталі з нікелевим покриттям | викарбувані букви | герб Республіки Білорусь, напис «Беларусь» і рік виготовлення по колу, розділені орнаментом «Багач» | номінал і національний орнамент, що символізує прагнення людини до щастя і свободи |

## Валютний курс
Станом на 27 березня 2025 валютний курс білоруського рубля (за даними НБУ, МВФ та ЄЦБ) становить 15,11 гривень за 1 рубль, 2,751 рублів за 1 долар США та 2,967 рублів за 1 євро.
21 серпня курс долара щодо білоруського рубля виріс на 1,45 %, до 2,5612, курс євро-на 1,22 %, до 2,9819.  На 24 серпня Національний банк Республіки Білорусь встановив наступний офіційний курс білоруського рубля: 2,5216 за долар і 2,9819- за євро.
Білоруська валюта почала падати в ціні в кінці минулого місяця: на 24 липня за курсом Нацбанку Білорусі за долар давали 2,3857 білоруського рубля, за євро — 2,7624 рубля. З тих часів вона знецінилася приблизно на 5,6 % по відношенню до долара і на 8 % — до євро. Також на тлі протестів обвалилися державні облігації Білорусі: інвестори почали розпродавати їх як на Мосбіржі, так і на зарубіжних ринках.